# فريح أبو مدين
فريح مصطفى فريح أبو مدين (أبو مصطفى؛ وُلد في 1 سبتمبر 1944 في غزة) سياسي فلسطيني، شغل منصب وزير وزارة العدل الفلسطينية في حكومات ياسر عرفات الأولى والثانية والثالثة. كما شغل منصب رئيس سُلطة الأراضي منذ عام 2002  واستمر حتى 20 نوفمبر 2007 حيث أُحيل إلى التقاعد. كما أنه عضوٌ في مجلس أمناء جامعة الخليل.